# جبهة التحرير الوطني العربية
جبهة التحرير الوطني العربية جبهة سياسية وفكرية تأسست في أكتوبر 1962 في القاهرة، وضمّت تحالف من عدة قوى سعودية ناصرية وبعثية والقوميين العرب والماركسيين أيضا. 
في ديسمبر 1962، اندمجت «جبهة التحرير الوطني» مع «الأمراء الأحرار» وأصبحت باسم «جبهة التحرير الوطني العربية»، وانتخبت الأمير طلال بن عبد العزيز أمينا عاما لها. ونشرت برنامجها في جريدة الكفاح اللبنانية.
تم تشكيل الجبهة كمنافس لاتحاد شعب الجزيرة العربية، وهي المجموعة التي سعت لمواجهة النظام السعودي عسكريًا عبر اليمن. دعت الجبهة إلى إجراء استفتاء حول مسألة دور الملكية والإصلاحات الديمقراطية الدستورية والمساواة بين الجنسين وإصلاح الأراضي وعدم الانحياز في الشؤون الدولية ومراجعة اتفاقيات النفط.
كان للجبهة عمود منتظم في جريدة الكفاح في بيروت، بعنوان «صوت الجبهة». تم بث إعلانات الجبهة على محطات الإذاعة المصرية والسورية واليمنية، داعيةً إلى الإطاحة بالنظام السعودي.
في أغسطس 1963، انفصلت مجموعة طلال عن الجبهة وبدأت في السعي إلى المصالحة مع البيت الملكي، وبعد ذلك أعادت الجبهة تشكيل نفسها. استمرت الجبهة في العمل حتى أغسطس 1974، وحل محلها في النهاية الحزب الشيوعي في السعودية في عام 1975.